# 辰斯王
辰斯王（？—392年）是百济的第16任国王，385年—392年在位。

## 背景
辰斯王是百济第十五任君主枕流王的弟弟。根据《三国史记》记载，他继承王位是由于枕流王之长子（即后来的阿莘王）过于年幼，而《日本书纪》中记载，他是用武力取得王位。

## 对外政策
辰斯王继续前几任百济君王对高句丽的战争政策，意图扩增北部疆土。 在386年，辰斯王从 冬比忽城（今天的开城）强征15岁以上男丁去北部和西部边疆戍边。 
辰斯王派遣贵族真嘉謨去攻打被高句丽占领的都坤城。然后，392年，高句丽的廣開土王亲自率50军队攻打百济拿下10座百济城堡。百济政局开始动荡，高句丽兵临百济国都慰礼城下。同年，辰斯王离世。
在三国史记中，辰斯王在百济国都慰礼城附近狩猎时受伤去世；而日本书纪中记载他被阿莘王的支持者暗杀。

## 史书中对其矛盾的记载
《三国史记·百济本纪》：
（辰斯王）六年，秋七月，星孛于北河。九月，王命达率真嘉谟，伐高句丽，拔都坤城，虏得二百人。王拜嘉谟为兵官佐平。冬十月，猎于狗原，七日乃返。
七年，春正月，重修宫室，穿池造山，以养奇禽异卉。夏四月，靺鞨攻陷北鄙赤岘城。秋七月，猎国西大岛，王亲射鹿。八月，又猎横岳之西。
八年，夏五月丁卯朔，日有食之。
秋七月，高句丽王谈德，帅兵四万，来攻北鄙，陷石岘等十余城。王闻谈德能用兵，不得出拒，汉水北诸部落，多没焉。
冬十月，高句丽攻拔关弥城。王田于狗原，经旬不返。
十一月，薨于狗原行宫。
从三国史记中对于辰斯王最后一年七月到11月的记载中，叙述了与高句丽廣開土王的战争和狩猎时受伤去世。
而日本书纪中记载他被阿莘王的支持者暗杀，而日本书记中认为倭人也参与了百济的这次宫廷政变。在后世出土的好太王碑中，也有同年倭人渡海作战的叙述。